# Videnscenter for Døvblindfødte
Videnscenter for Døvblindfødte er en del af den statslige organisation Servicestyrelsen.
Centrets formål er blandt andet at indsamle, udvikle og formidle viden om medfødt døvblindhed for at fastlægge indhold til af uddannelse af fagfolk , udgivelse af bøger , afholde temadage og konferencer samt drift af et fagbibliotek.